# Lijst van Esperanto-auteurs
Dit is een alfabetische lijst van auteurs die literatuur in het Esperanto hebben geschreven:

## A
Hendrik Adamson -
William Auld

## B
Julio Baghy -
Imre Baranyai -
Penka Batoewa -
Louis Beaucaire -
Kazimierz Bein (Kabe) -
Leo Belmont -
Vilmos Benczik -
Mişu Beraru -
Gerrit Berveling -
Marjorie Boulton -
Hindrik Jan Bulthuis

## C
Jorge Camacho -
Theodor Cejka

## D
Aleksandro Dambrauskas -
Dekerido -
Vasilij Nikolajevicx Devjatnin

## E
Emba -
Stellan Engholm -
István Ertl

## F
Jan Filip

## G
Aldo De' Giorgi -
Antoni Grabowski -
Paul Gubbins

## H
Marie Hankel -
Nikolaj Hohlov -
Nikolaus Hovorka

## K
Kálmán Kalocsay (Peter Peneter) -
Stanislav Kamaryt -
Jiri Karen -
Josef Kavka -
Leopold Knoedt -
Antoni Kofman -
Boris Kolker -
Nadina Kolovrat -
Nikolai Kurzens

## L
Georges Lagrange -
Eugène Lanti -
Ivo Lapenna -
Laulum -
Gxilberto Ledon -
Pál Lengyel -
Rolando Levro -
Ulrich Lins -
Francisko Valdomiro Lorenz -
Lorjak

## M
Verda Majo -
Carmel Mallia -
Jaroslav Mařík -
Perla Martinelli -
Miyamoto Masao -
Euxgeno Mihxalski -
Julian Modest -
Abel Montagut

## N
István Nemere -
Mauro Nervi -
Gonçalo Neves -
Vlastimil Novobilský -
Amalia Núñez Dubús

## O
Frantisek Omelka - Vinko Ošlak

## P
Karolo Picx -
Claude Piron -
Brian Price-Heywood -
Edmond Privat -
Frederic Pujulà Y Vallés -
František Pytloun

## R
Johan Hammond Rosbach -
Josef Rumler

## S
Stanislav Schulhof -
Richard Schulz -
Raymond Schwartz -
Tibor Sekelj -
Giorgio Silfer -
Tivadar Soros -
Trevor Steele -
Ezra Clark Stillman -
Spomenka Štimec -
Julie Supichova -
Jaroslav Sustr -
Teodoro Ŝvarc -
Sándor Szathmári -
Francisko Szilágyi

## T
Poul Thorsen -
TÓTh Endre

## U
Tibor Újlaky-Nagy -
Stefo Urban -
Eli Urbanova

## V
Damjan Vahen -
Henri Vallienne -
Vladimir Vana -
Vladimir Varankin -
Valda Vinař

## W
Gaston Waringhien -
Cor Willems (Dekerido) -
Eugen Wüster

## Z
Felix Zamenhof - 
Ludoviko Zamenhof